# Ken Yorii
Ken Yorii (japanisch 寄井 憲 Yorii Ken; * 26. April 1984 in der Präfektur Hiroshima) ist ein japanischer Fußballspieler.

## Karriere
Yorii erlernte das Fußballspielen in der Jugendmannschaft von Sanfrecce Hiroshima und der Universitätsmannschaft der Hannan-Universität. Seinen ersten Vertrag unterschrieb er 2007 bei Ventforet Kofu. Der Verein spielte in der höchsten Liga des Landes, der J1 League. Am Ende der Saison 2007 stieg der Verein in die J2 League ab. Für den Verein absolvierte er zwei Ligaspiele. 2009 wechselte er zu Matsumoto Yamaga FC. Ende 2009 beendete er seine Karriere als Fußballspieler.